# 七海ひろき
七海 ひろき（ななみ ひろき、1月16日 - ）は、日本のアーティスト。茨城県水戸市出身。元宝塚歌劇団星組・宙組の男役スター。アンドステア所属。愛称は「カイ」。

## 来歴
県立水戸第二高等学校出身。
2001年、宝塚音楽学校入学。
2003年、宝塚歌劇団に89期生として入団。入団時の成績は39番。月組公演『花の宝塚風土記/シニョール ドン・ファン』で初舞台。その後、宙組に配属。
2009年、大和悠河・陽月華トップコンビ退団公演となる『薔薇に降る雨』で、新人公演初主演。
2013年の『the WILD Meets the WILD』で、蓮水ゆうやとバウホール公演ダブル主演。続く『風と共に去りぬ』で、ヒロインのスカーレットを役替わりで演じる。
2015年4月21日付で星組へと組替え。
2017年の『燃ゆる風』でバウホール公演単独初主演。
2019年3月24日、『霧深きエルベのほとり / ESTRELLAS』東京公演千秋楽をもって、宝塚歌劇団を退団。退団公演では、3番手スターとして銀橋ソロの場面が用意された。
退団後は、アンドステアに所属。俳優・歌手・声優・ラジオパーソナリティなど、アーティストとして多方面で活躍している。
2019年8月、キングレコードからメジャーデビュー。8月から9月にかけてワンマンライブツアー「One-manLIVE773“GALAXY” 」を開催した。同年11月、いばらき大使に就任する。
2020年1月、退団後初の舞台『RED&BEAR〜クィーンサンシャイン号殺人事件〜』で主演を務めた。7月の舞台『刀剣乱舞』ではシリーズ初となる女性の歴史上人物、細川ガラシャを演じ観客を魅了した。
2022年、『合コンに行ったら女がいなかった話』に主演・蘇芳役でドラマ初出演を果たす。
2023年は自身初のプロデュース舞台作品『THE MONEY-薪巻満奇のソウサク-』を上演。
2025年、第19回声優アワードにて、新人声優賞を受賞。

## 人物
2歳上の兄がおり、幼少期はヒーローごっこなど男の子の遊びばかりをしていた。
小学校では毎年学級委員を務めるなど、教師から信頼の厚い優等生だった。
小学6年の時にテレビで放送されていた月組公演『風と共に去りぬ』を偶然観て、主演の天海祐希が好きになり、出演作品のビデオを集めて繰り返し観ていた。その後、『ME AND MY GIRL』を初めて観劇し、宝塚入団を目指すようになった。
小さい頃に朗読会で教師に誉められたことがきっかけで演劇部に所属し、学生時代は芝居に熱中していた。
中学入学後は、父親が見つけてきた音楽学校受験のためのクラスがある東京のバレエ教室に、週1回往復5時間をかけて通っていた。
高校は進学校で、両親から「成績が落ちたら音楽学校の受験はさせない」と言われていたため、勉強と宝塚受験のためのレッスンを両立した。高校2年の時に2度目の受験で合格した。
芸名の「七海」は本名にある「海」の字を使い、テレビアニメ『七つの海のティコ』が好きだったことに由来する 。「ひろき」は七つの海の広大なイメージから。なお、他にもアニメ『少女革命ウテナ』のファンであると公言している。

## 宝塚歌劇団時代の主な舞台

### 初舞台
- 2003年4 - 5月、月組『花の宝塚風土記（ふどき）』『シニョール ドン・ファン』（宝塚大劇場のみ）

### 宙組時代
- 2003年10 - 2004年2月、『白昼の稲妻』『テンプテーション!』
- 2004年5 - 8月、『ファントム』 - 新人公演：従者（本役：暁郷）

2005年
- 1 - 4月、『ホテル ステラマリス』『レヴュー伝説』
- 6月、『Le Petit Jardin（ル プティ ジャルダン）』（バウホール） - ポール
- 8 - 11月、『炎にくちづけを』 - 新人公演：チェ（本役：和涼華）『ネオ・ヴォヤージュ』
- 12月、和央ようかライブショー『W-WING-』（ドラマシティ）

2006年
- 3 - 7月、『NEVER SAY GOODBYE』 - 新人公演：ビョルン（本役：十輝いりす）
- 8月、『UNDERSTUDY』（バウホール） - ジェフリー・キング
- 11 - 2007年2月、『維新回天・竜馬伝!』 - 新人公演：沖田総司（本役：早霧せいな）『ザ・クラシック』

2007年
- 2007年3 - 4月、『A / L（アール）-怪盗ルパンの青春-』（ドラマシティ・日本青年館・中日劇場） - ジャコ刑事
- 2007年6 - 9月、『バレンシアの熱い花』 - 新人公演：ホルヘ（本役：鈴鹿照）『宙 FANTASISTA!』
- 2007年11月、『THE SECOND LIFE』（バウホール） - マーク・ホワイト

2008年
- 2 - 5月、『黎明（れいめい）の風』 - 新人公演：近藤文男（本役：美郷真也）『Passion 愛の旅』
- 7月、『雨に唄えば』（梅田芸術劇場） - 警官
- 9 - 12月、『Paradise Prince（パラダイス プリンス）』 - エドワード、新人公演：シャルル（本役：悠未ひろ）『ダンシング・フォー・ユー』

2009年
- 2月、『外伝 ベルサイユのばら-アンドレ編-』 - ジェロール・ロセロワ『ダンシング・フォー・ユー』（中日劇場）
- 4 - 7月、『薔薇に降る雨』 - 新人公演：ジャスティン（本役：大和悠河）『Amour それは…』 新人公演初主演
- 8 - 9月、『逆転裁判2 -蘇る真実、再び…-』（バウホール・赤坂ACTシアター） - ローランド・スミス
- 11 - 2010年2月、『カサブランカ』 - ビゴー、新人公演：ヴィクター・ラズロ（本役：蘭寿とむ）

2010年
- 3 - 4月、『シャングリラ-水之城-』（ドラマシティ・日本青年館） - 涙
- 5 - 8月、『TRAFALGAR（トラファルガー）』 - ジュリアン・カスティーヨ『ファンキー・サンシャイン』
- 9月、『銀ちゃんの恋』（全国ツアー） - マコト
- 11 - 2011年1月、『誰がために鐘は鳴る』 - ルピーノ

2011年
- 3月、『ヴァレンチノ』（ドラマシティ） - ナターシャ・ランボア
- 5 - 8月、『美しき生涯』『ルナロッサ』
- 8月、『ヴァレンチノ』（日本青年館） - ナターシャ・ランボア
- 10 - 12月、『クラシコ・イタリアーノ』 - ジェフ・コリンズ『NICE GUY!!』

2012年
- 2月、『仮面のロマネスク』 - ランベール伯爵『Apasionado!!II』（中日劇場）
- 4 - 7月、『華やかなりし日々』 - ジョージ・ホワイト『クライマックス』
- 8 - 11月、『銀河英雄伝説@TAKARAZUKA』 - ウォルフガング・ミッターマイヤー

2013年
- 1月、『銀河英雄伝説@TAKARAZUKA』（博多座） - パウル・フォン・オーベルシュタイン
- 3 - 6月、『モンテ・クリスト伯』 - ルイジ・ヴァンパ『Amour de 99!!-99年の愛-』
- 7 - 8月、『the WILD Meets the WILD』（バウホール） - ベンジャミン・ノースブルック バウW主演
- 9 - 12月、『風と共に去りぬ』 - ルネ / スカーレット 大劇場ヒロイン

2014年
- 2月、『ロバート・キャパ 魂の記録』 - チーキ・ヴェイス『シトラスの風II』（中日劇場）
- 5 - 7月、『ベルサイユのばら-オスカル編-』 - ジェローデル / アラン
- 8 - 9月、『ベルサイユのばら-フェルゼンとマリー・アントワネット編-』（全国ツアー） - オスカル・フランソワ・ド・ジャルジェ
- 11 - 2015年2月、『白夜の誓い -グスタフIII世、誇り高き王の戦い-』 - ニルス『PHOENIX 宝塚!!-蘇る愛-』

2015年
- 3 - 4月、『TOP HAT』（梅田芸術劇場・赤坂ACTシアター） - ホレス・ハードウィック

### 星組時代
2015年
- 6 - 7月、『キャッチ・ミー・イフ・ユー・キャン』（赤坂ACTシアター・ドラマシティ） - カール・ハンラティ
- 8 - 11月、『ガイズ&ドールズ』 - ベニー・サウスストリート

2016年
- 1月、『LOVE & DREAM』（東京国際フォーラム・梅田芸術劇場）
- 3 - 6月、『こうもり』 - ブリント『THE ENTERTAINER!』
- 8 - 11月、『桜華に舞え』 - 川路利良『ロマンス!! (Romance)』

2017年
- 1月、『燃ゆる風-軍師・竹中半兵衛-』（バウホール） - 竹中半兵衛 バウ主演
- 3 - 6月、『THE SCARLET PIMPERNEL（スカーレット ピンパーネル）』 - マクシミリアン・ロベスピエール
- 7 - 8月、『オーム・シャンティ・オーム-恋する輪廻-』（梅田芸術劇場） - ムケーシュ
- 9 - 12月、『ベルリン、わが愛』 - ニコラス・カウフマン『Bouquet de TAKARAZUKA（ブーケ ド タカラヅカ）』

2018年
- 2月、『うたかたの恋』 - ジャン・サルヴァドル大公『Bouquet de TAKARAZUKA（ブーケ ド タカラヅカ）』（中日劇場）
- 4 - 7月、『ANOTHER WORLD』 - 喜六『Killer Rouge（キラー ルージュ）』
- 8 - 11月、『Thunderbolt Fantasy（サンダーボルト ファンタジー）東離劍遊紀（とうりけんゆうき）』 - 殤不患（ショウフカン）『Killer Rouge / 星秀☆煌紅』（梅田芸術劇場・日本青年館・國家戯劇院・高雄市文化中心至徳堂）

2019年
- 1 - 3月、『霧深きエルベのほとり』 - トビアス『ESTRELLAS（エストレ―ジャス）〜星たち〜』 退団公演

### 出演イベント
- 2006年9月、『宙組エンカレッジ・コンサート』[25]
- 2009年12月、タカラヅカスペシャル2009『WAY TO GLORY』
- 2010年12月、タカラヅカスペシャル2010『FOREVER TAKARAZUKA』
- 2012年5月、野々すみ花ミュージック・サロン『GIFT〜たからもの〜』
- 2012年12月、タカラヅカスペシャル2012『ザ・スターズ!〜プレ・プレ・センテニアル〜』
- 2014年12月、タカラヅカスペシャル2014『Thank you for 100 years』
- 2015年12月、タカラヅカスペシャル2015『New Century，Next Dream』
- 2016年7月、『宝塚巴里祭2016』[26]
- 2016年12月、タカラヅカスペシャル2016『Music Succession to Next』
- 2018年11月、七海ひろきディナーショー『Dearest』 主演[27]
- 2018年12月、タカラヅカスペシャル2018『Say! Hey! Show Up!!』

## 宝塚歌劇団退団後の主な活動

### 舞台
- RED&BEAR〜クィーンサンシャイン号殺人事件〜（2020年1 - 2月、サンシャイン劇場） - 主演・RED[15]
- 『科白劇 舞台刀剣乱舞 / 灯』綺伝 いくさ世の徒花 改変 いくさ世の徒花の記憶]]（2020年7 - 8月、ステラボール 他） - 細川ガラシャ[28]
- ROAD59 -新時代任侠特区-（2020年12月、なかのZERO） - 日向汐音[29]
- エリザベート TAKARAZUKA25周年スペシャル・ガラ・コンサート（2021年4月、梅田芸術劇場 他） - ルドルフ[30]
- ROSSO（2021年6月、TBS赤坂ACTシアター） - 主演・青年[31]
- READPIA朗読劇『風の聲 〜妖怪大戦争 外伝〜』（2021年7月） - 白虎 役[32]
- 令和千本桜〜義経と弁慶（2021年10月、明治座） - 源義経[33]
- フランケンシュタイン-cry for the moon-（2022年1月、紀伊國屋サザンシアター TAKASHIMAYA 他） - 主演・怪物[34]
- 『刀剣乱舞』綺伝 いくさ世の徒花（2022年3 - 5月、明治座 他） - 細川ガラシャ[35]
- ゲゲゲの鬼太郎（2022年7 - 8月、明治座 他） - リン[36]
- The Super Reading Show- 紅茶王子（2022年9月） - アールグレイ 役[37]
- 『刀剣乱舞』禺伝 矛盾源氏物語（2023年2月、TOKYO DOME CITY HALL 他） - 歌仙兼定[38]
- THE MONEY-薪巻満奇のソウサク-（2023年8 - 9月、CBGKシブゲキ!! 他）-アオイ[39]
- 演劇ドラフトグランプリ2023（2023年12月） - 劇団「品行方正」座長[40]
- 舞台『サイボーグ009』 - 主演・009 / 島村ジョー
  - サイボーグ009（2024年5月、日本青年館）[41]
  - サイボーグ009 -13番目の追跡者-（2025年11月、ステラボール）[42]
- 七色いんこ（2024年9月、COOL JAPAN PARK OSAKA WWホール 他） - 主演・七色いんこ[43]
- 東洋空想世界 blue egoist（2024年11 - 12月、THEATER MILANO-Za 他）[44]
- カタシロ〜Relive vol.1〜（2024年12月、PARCO劇場） - 患者[45]
- 池袋サンシャイン座長フェスティバル 〜堂々めぐりの人斬り狼 & 西部のハリーはあばれ馬〜（2025年2月、サンシャイン劇場）[46]
- 殺意の代償（2025年3月、品川プリンスホテル クラブeX）[47]
- コレット（2025年8月、日本青年館 他）[48]
- 『刀剣乱舞』禺伝 矛盾源氏物語〜再演〜（2026年2月 - 3月〈予定〉、東京・大阪・福岡） - 主演・歌仙兼定[49]

### テレビドラマ
- 合コンに行ったら女がいなかった話（2022年10 - 12月、カンテレ） - 主演・蘇芳[50]
- パリピ孔明（2023年11月、フジテレビ）第7話 - 山野[51]
- 彩香ちゃんは弘子先輩に恋してる 2nd Stage（2025年6 - 、毎日放送） - ジュン[52]

### バラエティ番組
- 七海ひろきの“よく遊びよく学ぶ”〜いにしえの近江を訪ねて〜（2024年9月30日、時代劇専門チャンネル）[53]

### テレビ番組
- 趣味どきっ！（NHK Eテレ）
  - 刀剣Lovers入門（2022年10月 - 11月）[54][55]
  - 刀剣Lovers探究（2023年10月 - 11月）[56]

### テレビアニメ
2014年
- ノブナガ・ザ・フール（ウエスギ・ケンシン）

2020年
- number24（子ども夏紗）
- ソマリと森の神様（シズノ）
- 織田シナモン信長（三津秀人）
- うちタマ?! 〜うちのタマ知りませんか?〜（カイ））
- ジビエート（鳩波彩愛））
- かえるのピクルス - きもちのいろ -（ソウマ）

2021年
- 美少年探偵団（麗）
- NIGHT HEAD 2041（霧原直人〈幼少期〉）
- かげきしょうじょ!!（里美星）
- ヴィジュアルプリズン（イヴ・ルイーズ）
- SHAMAN KING（麻倉葉王）

2022年
- インセクトランド（テオ）
- RWBY 氷雪帝国（シオン・ザイデン）

2023年
- 六道の悪女たち（布留川葵）
- マッシュル-MASHLE-（アビス・レイザー） - 2シリーズ
- デッドマウント・デスプレイ（細呂木雅） - 2シリーズ
- Helck（エディル）
- 薬屋のひとりごと（2023年 - 2025年、女華） - 2シリーズ

2024年
- 戦国妖狐（千夜） - 2シリーズ
- 烏は主を選ばない（浜木綿）
- 貼りまわれ!こいぬ（ドーベル仮面 / 鼻ちゃん、角輝）
- 負けヒロインが多すぎる!（放虎原ひばり）

2025年
- 想星のアクエリオン Myth of Emotions（サン）
- ばっどがーる（森ハルキ）
- 地球のラテール（ケツァール）
- グノーシア（ラキオ）

### 劇場アニメ
- 北極百貨店のコンシェルジュさん（2023年、クジャク[83]）

### Webアニメ
- グッド・ナイト・ワールド（2023年、サスマタ[84]）

### ゲーム
- ジャックジャンヌ（2021年、丹頂ミドリ[85]）
- アンジェリーク ルミナライズ（2021年、ノア[86]）
- ポケモンマスターズEX（2024年、オモダカ[87]）
- 花笑む彼と & bloom（2024年、有沢梢）
- ROAD59 -新時代任侠区- 摩天楼モノクロ抗争（2025年、日向汐音[88]）

### ドラマCD
- かげきしょうじょ!! Blu-ray 第2巻スピンオフドラマ「ファントム」（2021年、里美星〈矢部靖子〉[89]）

### 吹き替え
- 氷の国のスイフティ 北極危機一髪!（2020年） - スイフティ[90]）
- Yasuke-ヤスケ-（2021年） - ニキータ[91]）
- スター・ウォーズ:ヤング・ジェダイ・アドベンチャー（2023年） - エース
- ギャップ・ザ・シリーズ（2024年） - チュー（スラック･シリパタラポン〈Lux〉）[92]）

### 配信番組
- 七海ひろき【公式】（2023年6月 - 、OPENREC.tv）[93]

### ネット配信
- 宝塚OG 毎日希望奨学金チャリティーコンサート「忘れない〜天国の大切なあの人へ〜」（2020年7月 - 8月、Streaming+）[94]
- One-man LIVE773 “KINGDOM” ONLINE-SUMMER-（2020年8月、SPWN）[95]
- 『ソマリと森の神様』新朗読劇（2020年11月、ABEMA PPV ONLINE LIVE）[96]
- マーダーミステリーシアター（2021年、SPWN）
  - 演技の代償（2月）[97]
  - 裏切りの晩餐（12月）[98]

### ラジオ
※はインターネット配信。
- 七海ひろき 七つの海への大航海（2019年 - 2021年、TOKYO FM・AuDee※）[99]
- 七海ひろき 七つの海へ大冒険（2021年 - YouTube※）

### CM
- 小学館『夢の雫、黄金の鳥籠』14巻発売記念CM（2020年） - スレイマン1世 役 他[100]

### ライブ
- One-manLIVE773“GALAXY”（2019年8 - 9月、北とぴあ・NHKホール大阪・かつしかシンフォニーヒルズ）[101]
- One-man LIVE773”FIVESTAR”（2021年7 - 8月、日本特殊陶業市民会館ビレッジホール・LINE CUBE SHIBUYA・神戸国際会館 こくさいホール）[102]
- HIROKI NANAMI ZEPP LIVE TOUR "COLORS"（2022年9 - 10月、Zepp Namba・Zepp Nagoya・KT Zepp Yokohama）[103]
- HIROKI NANAMI One-man LIVE773“DAYLIGHT”（2024年9月、取手市民会館・NHKホール大阪・かつしかシンフォニーヒルズ）[104]
- HIROKI NANAMI 5th Anniversary Orchestra Concert "Dearest"（2024年7月、めぐろパーシモンホール）[105]

### イベント
- クリスマスディナーショー
  - クリスマスディナーショー2019（2019年12月、帝国ホテル大阪・東京會舘）
  - クリスマスディナーショー2020（2020年12月、帝国ホテル大阪・東京會舘・ホテル日航つくば）[106]
  - クリスマスディナーショー2021（2021年12月、ホテル日航つくば・東京會舘・帝国ホテル大阪）[107]
  - HOLY STAR（2022年12月、ホテル日航つくば・東京會舘・帝国ホテル大阪）[108]
  - GREAT HUNTER（2023年12月、ホテル日航つくば・東京會舘・ホテル阪急インターナショナル）[109]
  - Dearest（2024年12月、ホテル日航つくば・東京會舘・ホテル阪急インターナショナル・宝塚ホテル）[110]

### その他
- オリジナルパソコン Type:STAR（2020年） - 七海ひろきコラボレーションのノートパソコン[111]
- ボイレピ♪ 朝ごはん #29 七海ひろきさんの声で作る「卵焼きクロワッサンサンド」（2022年）[112]
- 『サイボーグ009』誕生60周年アンバサダー（2024年）[113]

## 作品

### シングル
|            | 発売日        | タイトル     | 規格品番   | 規格品番  |
| 初回限定盤 | 発売日        | タイトル     | 通常盤     |           |
| ---------- | ------------- | ------------ | ---------- | --------- |
| 1st        | 2023年7月12日 | It's My Soul | KICM-92136 | KICM-2136 |

### 配信限定シングル
| 発売日         | タイトル   |
| -------------- | ---------- |
| 2022年10月21日 | HEART BEAT |
| 2023年4月28日  | 林檎の花   |
| 2023年5月19日  | FATE       |
| 2024年7月3日   | 夜の隨     |
| 2024年8月21日  | Dearest    |

### アルバム
|            | 発売日        | タイトル | 規格品番   | 規格品番  |
| 初回限定盤 | 発売日        | タイトル | 通常盤     |           |
| ---------- | ------------- | -------- | ---------- | --------- |
| 1st        | 2019年8月21日 | GALAXY   | KICS-93844 | KICS-3844 |
| 2nd        | 2021年7月7日  | FIVESTAR | KICS-94004 | KICS-4004 |

|            | 発売日         | タイトル | 規格品番   | 規格品番  |
| 初回限定盤 | 発売日         | タイトル | 通常盤     |           |
| ---------- | -------------- | -------- | ---------- | --------- |
| 1st        | 2020年4月15日  | KINGDOM  | KICS-93910 | KICS-3910 |
| 2nd        | 2023年10月18日 | DAYLIGHT | KICS-94123 | KICS-4123 |

### 映像作品
| 発売日         | タイトル                                                  | 規格 | 品番     | 備考 |
| -------------- | --------------------------------------------------------- | ---- | -------- | --- |
| 2020年12月23日 | One-man LIVE773 “KINGDOM”ONLINE -SUMMER-                  | BD   | KIXM-446 | 2020年8月12日に行った配信ライブの模様を収録。                                                                               |
| 2021年11月24日 | One-manLIVE773 “FIVESTAR”                                 | BD   | KIXM-466 | 2021年8月4日に行ったツアー『One-manLIVE773 “FIVESTAR”』の東京・LINE CUBE SHIBUYA公演の模様を収録。                          |
| 2024年2月14日  | HIROKI NANAMI One-man LIVE773 “DAYLIGHT”                  | BD   | KIXM-569 | 2023年9月21日に行ったツアー『HIROKI NANAMI One-man LIVE773 “DAYLIGHT”』の東京・かつしかシンフォニーヒルズ公演の模様を収録。 |
| 2024年12月25日 | HIROKI NANAMI 5th Anniversary Orchestra Concert “Dearest” | BD   | KIXM-592 | 7月に開催されたオーケストラコンサートのBlu-ray                                                                              |

### タイアップ曲
| 楽曲         | タイアップ                                            | 時期   |
| ------------ | ----------------------------------------------------- | ------ |
| It’s My Soul | テレビアニメ『Helck』オープニングテーマ               | 2023年 |
| 夜の隨       | テレビアニメ『戦国妖狐 千魔混沌編』エンディングテーマ | 2024年 |

## 書籍

### 写真集
- 七海ひろき写真集『.773』（2019年7月、KING e-SHOP）[8]
- 七海ひろき写真集『N』（2020年10月、KING e-SHOP）[126]
- “Unknown” Emotional-Time 七海ひろき写真集（2022年2月、小学館）[127]

### 雑誌連載
- CanCam  「Emotional-Time」（2020年 - 2022年、小学館）

## 受賞歴
2015年
- 阪急すみれ会パンジー賞 助演賞

2025年
- 第19回声優アワード 新人声優賞